# يونايتد ايرلاينز القابضة
شركة يونايتد ايرلاينز القابضة. (المعروفة سابقًا باسم يونايتد كونتيننتال القابضة. ، شركة يو أيه أل شركة ألليجس تأسست في الأصل باسم شركة يو أيه أل.  ) هي شركة طيران قابضة للتداول العام ومقرها في برج ويليس في شيكاغو . تمتلك شركة يونايتد ايرلاينز القابضة (يو أيه أتش) وتدير شركة الخطوط الجوية المتحدة.
وافقت شركة يو أيه أل على تغيير اسمها إلى يونايتد كونتيننتال القابضة في عام 2010، عندما تم التوصل إلى اتفاق بين  يونايتد  و خطوط كونتيننتال الجوية حيث اندمجت شركتا الطيران في عملية اندماج متساوية لجميع الأسهم بقيمة 8.5 مليار دولار في 1 أكتوبر 2010. ولتنفيذ عملية الاستحواذ، حصل مساهمو كونتيننتال على 1.05 سهم من أسهم يو أيه أل مقابل كل سهم في كونتيننتال؛ في وقت الإغلاق، تشير التقديرات إلى أن المساهمين المتحدين يمتلكون 55٪ من الكيان المندمج وأن المساهمين في كونتيننتال يملكون 45٪. تمتلك الشركة أو شركات الطيران التابعة لها أيضًا العديد من الشركات التابعة الأخرى. بمجرد دمجها بالكامل، أصبحت يونايتد أكبر شركة طيران في العالم، وفقًا لقياس إيرادات أميال الركاب . يونايتد هو عضو مؤسس في تحالف ستار .
يو أيه أتش لديها عمليات رئيسية في شيكاغو – أوهير ، دنفر ، غوام ، هيوستن – إنتركونتيننتال ، لوس أنجلوس ، نيويورك/نيوارك ، سان فرانسيسكو ، وواشنطن – دالاس . بالإضافة إلى ذلك، تعد يو أيه أتش' أس  يونايتد أكبر شركة طيران أمريكية إلى جمهورية الصين الشعبية وتحتفظ بعمليات كبيرة في جميع أنحاء آسيا.
تستخدم يو أيه أتش شهادة التشغيل الخاصة بشركة كونتيننتال وشهادة محطة الإصلاح التابعة لشركة يونايتد، بعد أن تمت الموافقة عليهما من قبل إدارة الطيران الفيدرالية (FAA) في 30 نوفمبر 2011.
في 27 يونيو 2019، تم تغيير اسم الشركة الأم من يونايتد كونتيننتال القابضة إلى يونايتد أيرلانز القابضة.

## الشركات التابعة الرئيسية

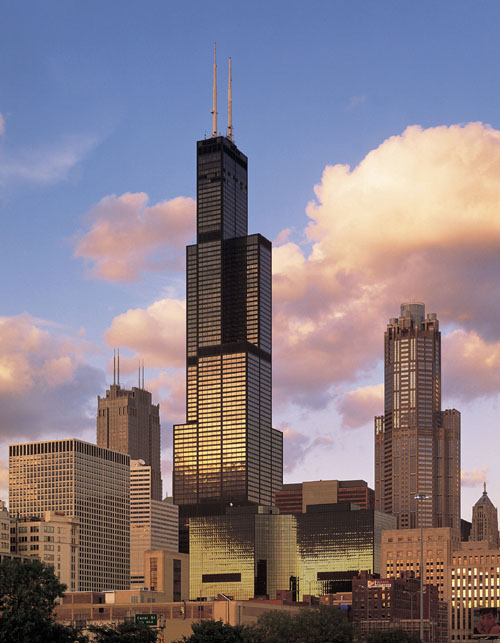
يحتل المقر الرئيسي العالمي لشركة يونايتد 20 طابقا من برج ويليس في شيكاغو

فيما يلي قائمة الشركات التابعة الرئيسية لشركة يونايتد أيرلانز القابضة .
- يونايتد أيرلانز القابضة. (المعروفة سابقًا باسم يونايتد كونتيننتال القابضة.[14] )
  - شركة طيران ميكرونيزيا
    - شركة ميكرونيزيا القارية

  - كال للشحن، أس أيه دو سي في
  - شركة كالفينكو
  - شركة سنشري كازواليزلتي
  - خطوط كونتيننتال الجوية المكسيكية، أس أيه
  - اسم نطاق الخطوط الجوية القارية المحدودة
  - صندوق تمويل الخطوط الجوية القارية II
  - يونايتد كونتيننتال القابضة. خطة التقاعد التكميلية لاتفاقية ثقة الطيارين
  - شركة كونتيننتال إيرلاينز للمشتريات القابضة ذ.م.م
    - كونتيننتال إيرلاينز لخدمات المشتريات ذ.م.م

  - كونتيننتال إكسبريس، وشركة
  - نادي رؤساء غوام، وشركة
- شركة فور ستار للتأمين المحدودة
- شركة يو أيه أل لإدارة الفوائد
- شركة يونايتد أيرلانز. (الخطوط الجوية المتحدة الأصلية )

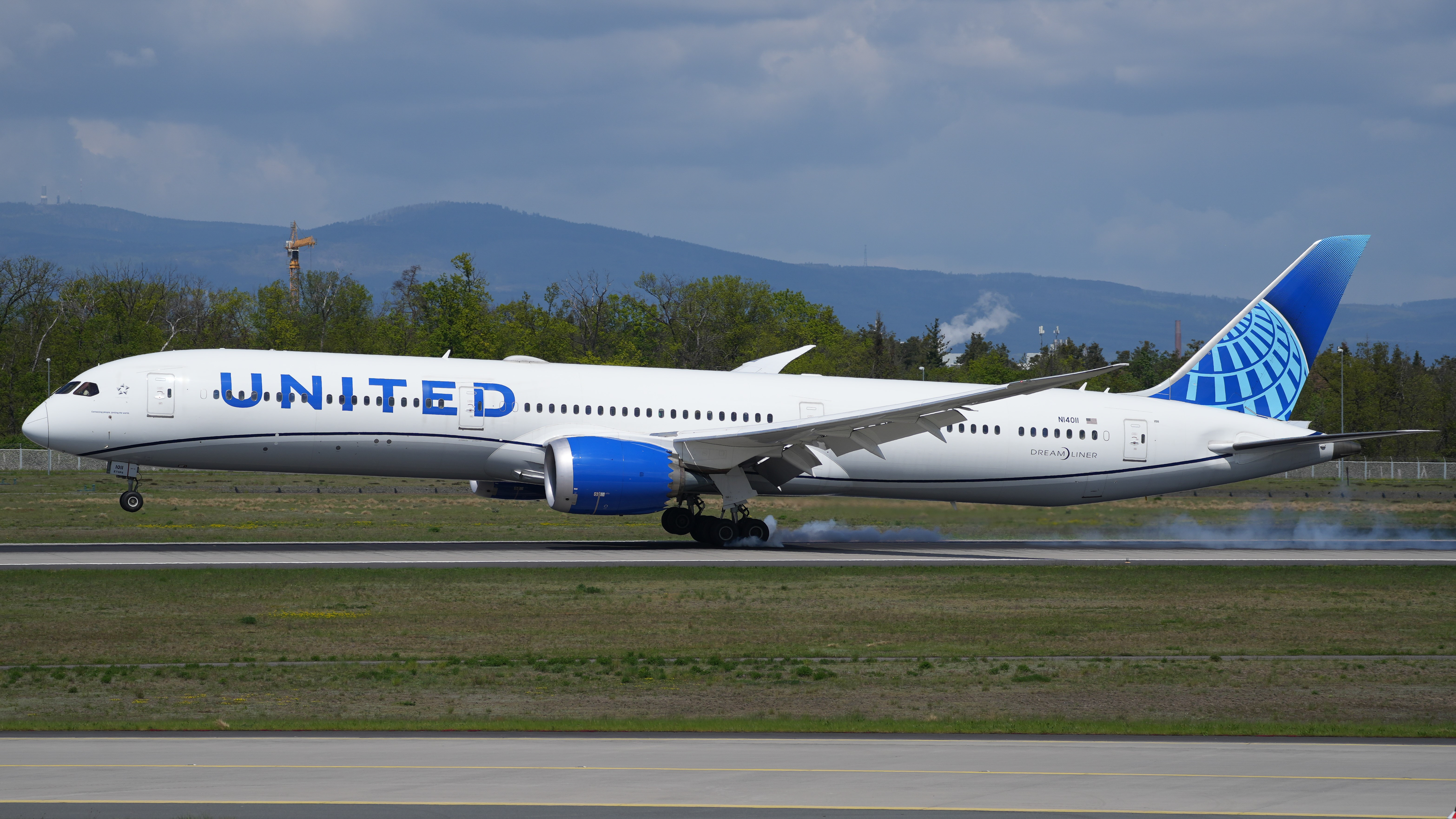
هبوط طائرة بوينج 787-10 في مطار فرانكفورت في مايو 2023.

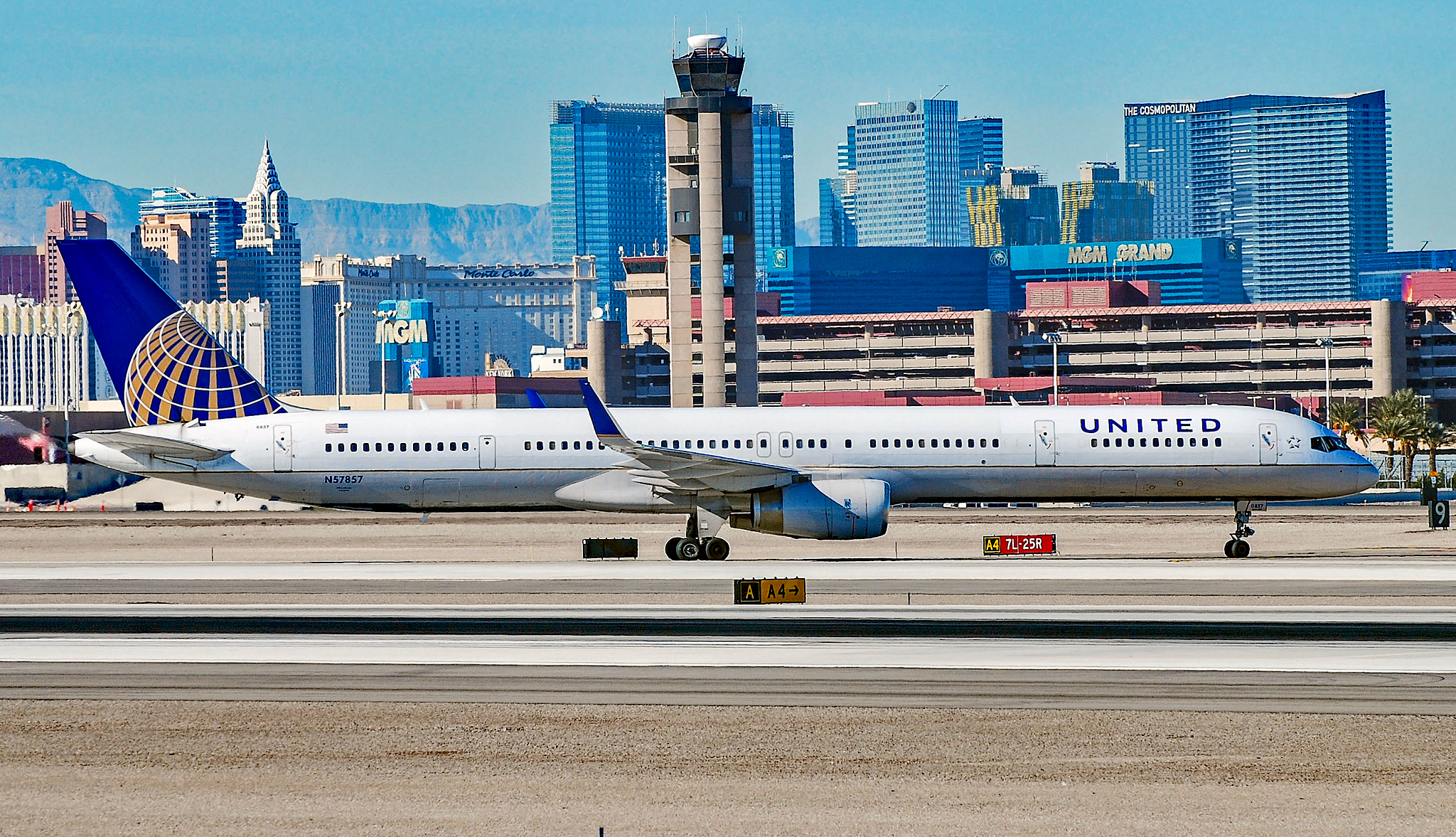
طائرة بوينغ 757-300 تفرض ضرائب على المدرج في لاس فيغاس في يناير 2011.

  - كوفيا ذ.م.م
  - مايلج بلس هولدنجز، ذ.م.م
    - ميلا في الساعة أنا، وشركة
    - شركة مايلدج بلس للتسويق
    - شركة مايلدج بلس

  - الشركة المتحدة لوقود الطيران
  - شركة يونايتد كوجن
  - شركة المتحدة للعطلات

## محاور
قامت يونايتد إيرلاينز ويونايتد إكسبريس بتشغيل أكثر من 4500 رحلة يوميًا إلى 339 وجهة. تم نقل 140 مليون عميل على 1.5 مليون رحلة جوية في عام 2015.
| المطار                         | منطقة خدم                                            | النوع / المنطقة                                                 | شركة طيران قبل الاندماج |
| ------------------------------ | ---------------------------------------------------- | --------------------------------------------------------------- | ----------------------- |
| مطار أوهير الدولي              | شيكاغو ، إلينوي                                      | أكبر مركز ومركز الغرب الأوسط والمقر الرئيسي                     | المتحدة                 |
| مطار دنفر الدولي               | دنفر، كولورادو                                       | محور الجبل                                                      | المتحدة                 |
| مطار أنطونيو ب. وون بات الدولي | غوام                                                 | المحور الرئيسي للمحيط الهادئ                                    | كونتيننتال              |
| مطار جورج بوش إنتركونتيننتال   | هيوستن، تكساس                                        | ثاني أكبر مركز ، البوابة الرئيسية لأمريكا اللاتينية             | كونتيننتال              |
| مطار لوس أنجلوس الدولي         | لوس أنجلوس، كاليفورنيا                               | محور الساحل الغربي الثانوي ، البوابة الثانوية لأمريكا اللاتينية | المتحدة                 |
| مطار نيوارك ليبرتي الدولي      | نيوارك ، نيو جيرسي ومنطقة نيويورك الحضرية            | محور الساحل الشرقي الرئيسي ، البوابة الرئيسية لأوروبا           | كونتيننتال              |
| مطار سان فرانسيسكو الدولي      | سان فرانسيسكو ، كاليفورنيا، منطقة خليج سان فرانسيسكو | الساحل الغربي الرئيسي ومركز عبر المحيط الهادئ                   | المتحدة                 |
| مطار واشنطن دالاس الدولي       | فرجينيا الشمالية واشنطن العاصمة.                     | محور الساحل الشرقي الثانوي ، بوابة ثانوية لأوروبا               | المتحدة                 |

## أنظر أيضا
- الخطوط الجوية القارية
- الخطوط الجوية المتحدة
- قائمة عمليات اندماج واستحواذ شركات الطيران